# 엔도 야스히토
엔도 야스히토(일본어: 遠藤 保仁, 1980년 1월 28일~)는 일본의 은퇴한 축구 선수이다. 현역 시절 포지션은 미드필더로 활약했으며 또한 2002년부터 2015년까지 일본 축구 국가대표팀의 일원으로 활약하면서 A매치 152경기에 출전하면서 일본 축구 대표팀 최다 출전 기록을 보유하고 있다.

## 클럽 경력

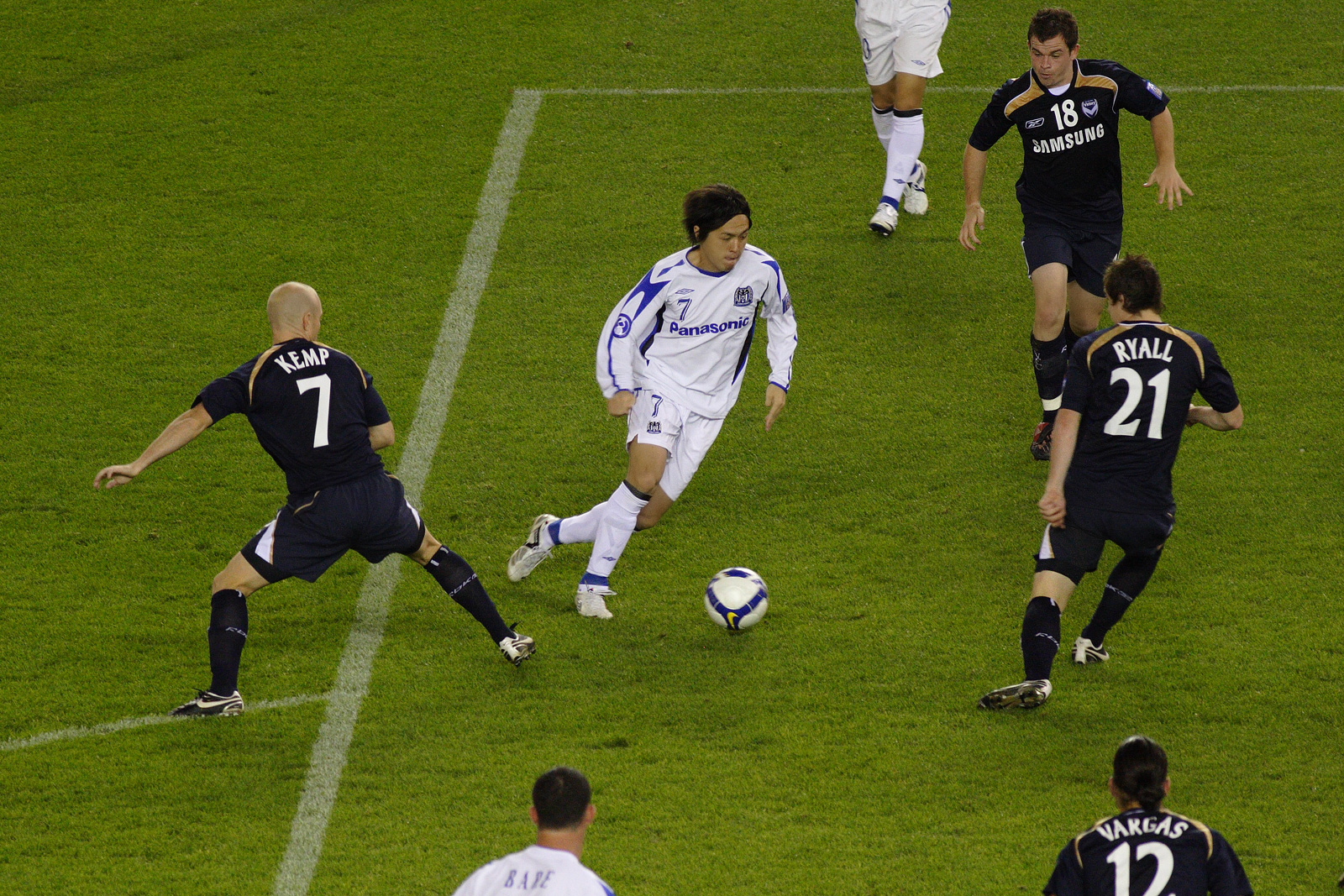
Melbourne Victory v Gamba Osaka

1998년 요코하마 플뤼겔스에서 데뷔하였으며 교토 퍼플상가를 거쳐 2001년 감바 오사카로 이적하였다.
감바에서 팀의 2005 J리그 우승과 2008 AFC 챔피언스리그 우승 등을 이끌며 중위권이던 감바를 상위권으로 올려놓았다.
2003년부터 2009년까지 J리그 시즌 베스트 11에 7회 연속 이름을 올렸으며 2008년 일본 올해의 축구 선수, 2009년 아시아 올해의 축구 선수에 선정되었다.

## 국가대표팀 경력
그는 1999년 FIFA 세계 청소년 축구 선수권 대회에 참가할 일본 U-20 국가대표팀에 발탁되었으며, 7경기에 출전, 준우승에 기여했다.
2002년 일본 축구 국가대표팀에 첫 발탁되어 2003년 FIFA 컨페더레이션스컵, 2004년 AFC 아시안컵, 2005년 FIFA 컨페더레이션스컵, 2006년 FIFA 월드컵, 2007년 AFC 아시안컵, 2010년 FIFA 월드컵, 2011년 AFC 아시안컵, 2013년 FIFA 컨페더레이션스컵, 2014년 FIFA 월드컵, 2015년 AFC 아시안컵등 여러 대회에서 팀의 중심 멤버로 활약하였고 2000년대 일본을 대표하는 핵심 미드필더로써 A매치 100경기 이상 출장한 선수에게 주어지는 센추리 클럽에도 가입하였다.

## 플레이 스타일
움직이는 속도가 빠르지는 않지만 매우 넓은 시야와 정교한 패스 능력을 가지고 있다. 세트피스 능력이 우수하며 코너킥과 30미터 안쪽의 직접 프리킥을 담당하고 있다. 떼굴떼굴 PK라 불리는 골키퍼의 타이밍을 빼앗는 PK폼으로 유명하다.

## 통계
| 일본 | 일본 | 일본 |
| 연도 | 출전 | 득점 |
| ---- | ---- | ---- |
| 2002 | 1    | 0    |
| 2003 | 11   | 1    |
| 2004 | 16   | 2    |
| 2005 | 8    | 0    |
| 2006 | 8    | 0    |
| 2007 | 13   | 1    |
| 2008 | 16   | 3    |
| 2009 | 12   | 0    |
| 2010 | 15   | 2    |
| 2011 | 13   | 0    |
| 2012 | 11   | 1    |
| 2013 | 16   | 2    |
| 2014 | 8    | 2    |
| 2015 | 4    | 1    |
| 통산 | 152  | 15   |

## 경력 목록
- 1999년 FIFA 세계 청소년 축구 선수권 대회 국가대표
- 2003년 FIFA 컨페더레이션스컵 국가대표
- 2004년 AFC 아시안컵 국가대표
- 2005년 FIFA 컨페더레이션스컵 국가대표
- 2006년 FIFA 월드컵 국가대표
- 2007년 AFC 아시안컵 국가대표
- 2010년 FIFA 월드컵 국가대표
- 2011년 AFC 아시안컵 국가대표
- 2013년 FIFA 컨페더레이션스컵 국가대표
- 2014년 FIFA 월드컵 국가대표
- 2015년 AFC 아시안컵 국가대표

## 수상 내역
요코하마 플뤼겔스
- 1998년 천황배 우승

 감바 오사카
- J리그 디비전 1 : 2005
- J리그 디비전 1 준우승 : 2010
- J리그 디비전 2 : 2013
- J리그컵 : 2007
- J리그컵 준우승 : 2005
- 천황배 : 2008, 2009
- 천황배 준우승 : 2006, 2012
- 제록스 슈퍼컵 : 2007
- AFC 챔피언스리그 : 2008
- 팬퍼시픽 챔피언십 : 2008
- FIFA 클럽 월드컵 3위 : 2008

 일본
- FIFA 세계 청소년 축구 선수권 대회 준우승 : 1999
- AFC 아시안컵 우승 : 2004, 2011
- 아프로-아시안 네이션스컵 : 2007
- 기린 챌린지컵 : 2004, 2007, 2008, 2009

개인
- J리그 베스트 일레븐 : 2003, 2004, 2005, 2006, 2007, 2008, 2009, 2010, 2011, 2012
- 일본 올해의 선수상 : 2008
- 아시아 올해의 축구 선수 : 2009
- AFC 챔피언스리그 MVP : 2008

## 같이 보기
- A매치 100경기 이상 출전한 축구 선수 명단